# Rak mexický
Rak mexický (Cambarellus patzcuarensis, známý také jako „rak zakrslý“, nebo slangově „CPO“) je sladkovodní korýš z řádu desetinožců, je malý ohrožený druh raka z čeledi Cambaridae, původem z Mexika.

## Výskyt
Tento druh je pojmenován po jezeře Pátzcuaro ležíci v Michoacánu, což je jeden ze států ve středním Mexiku. Vyskytuje se také v blízkých přítocích.

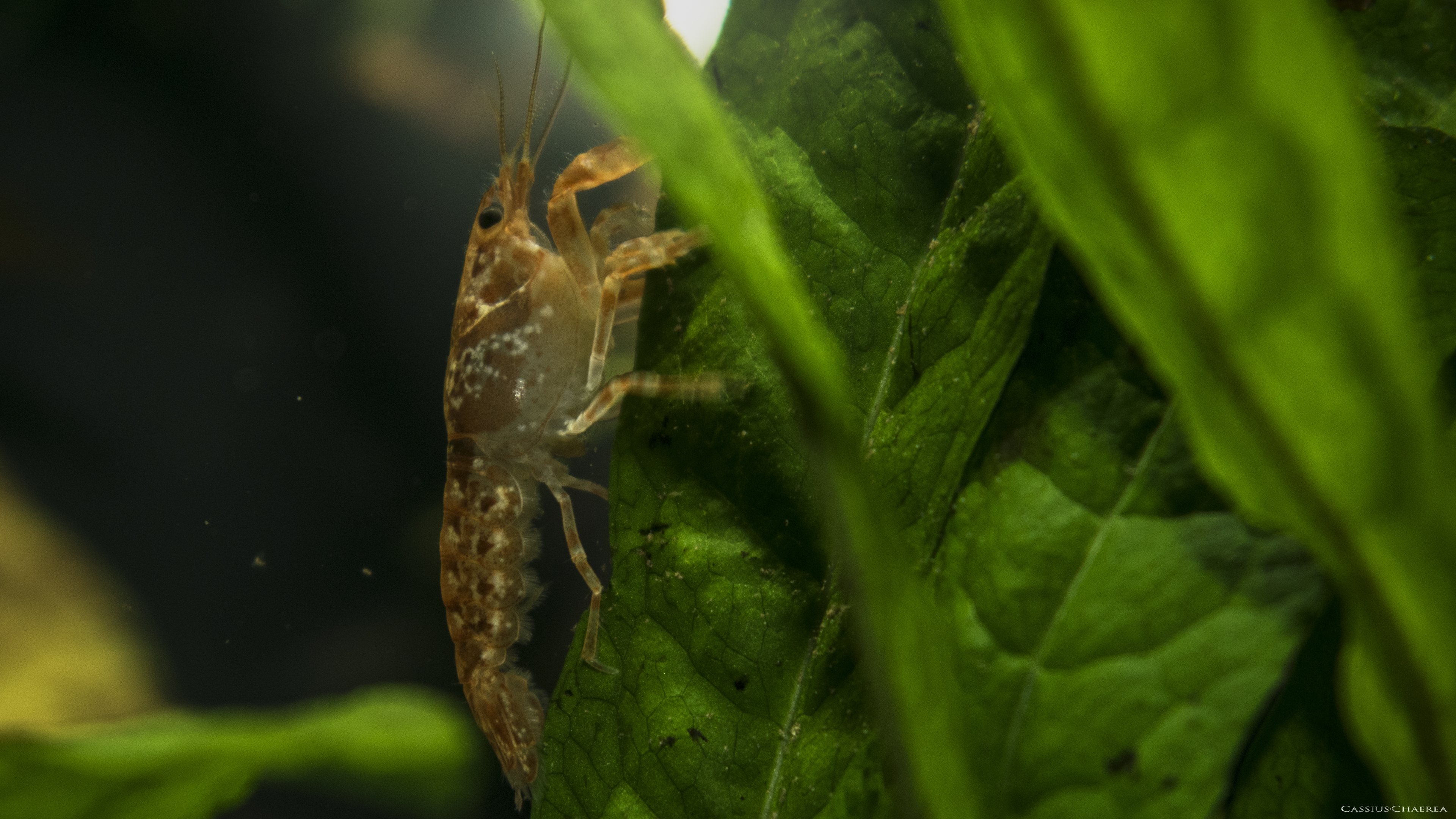
Samice oranžové mutace raka mexického na hnědovce křídlaté

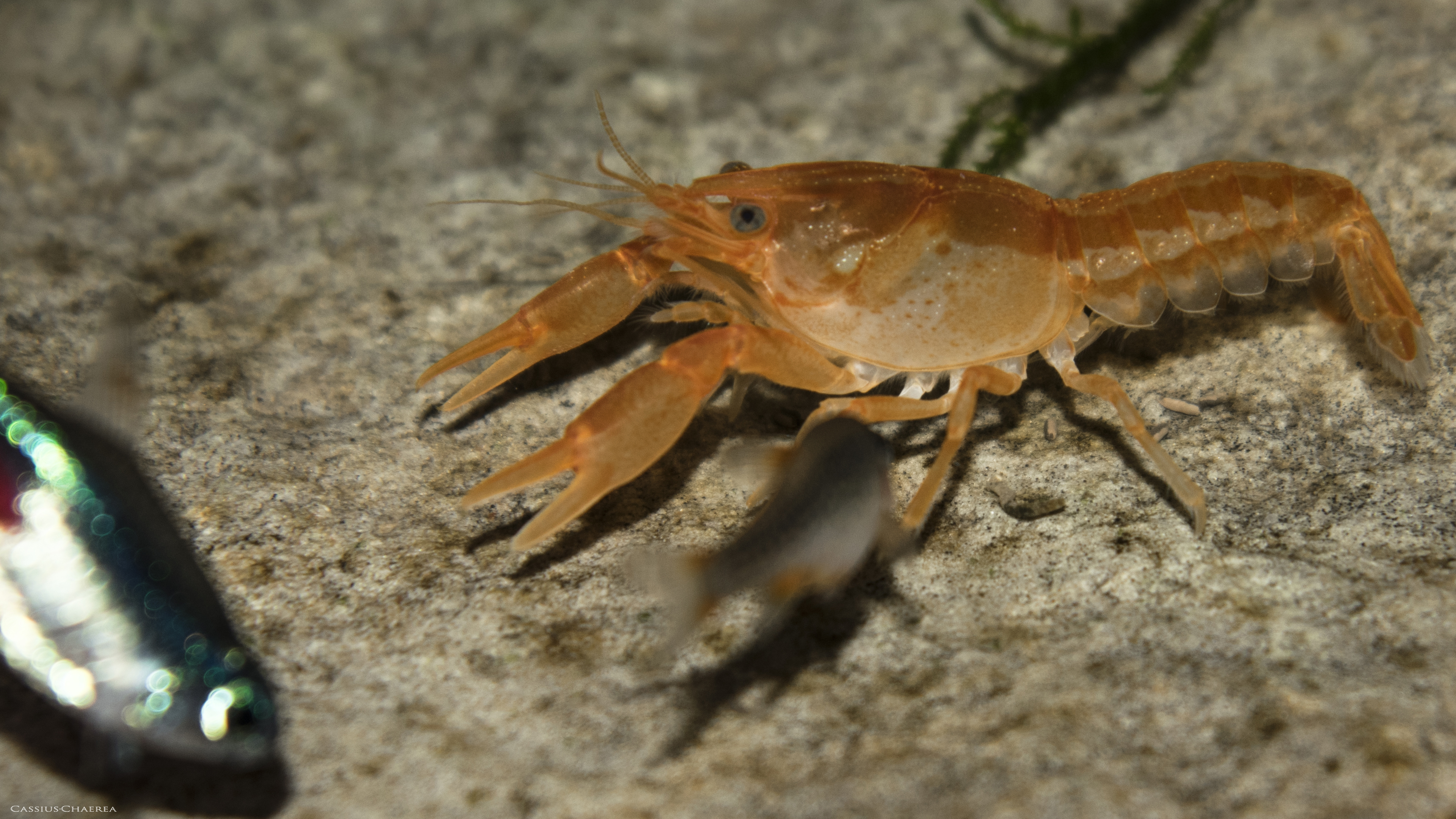
Samec oranžové mutuce

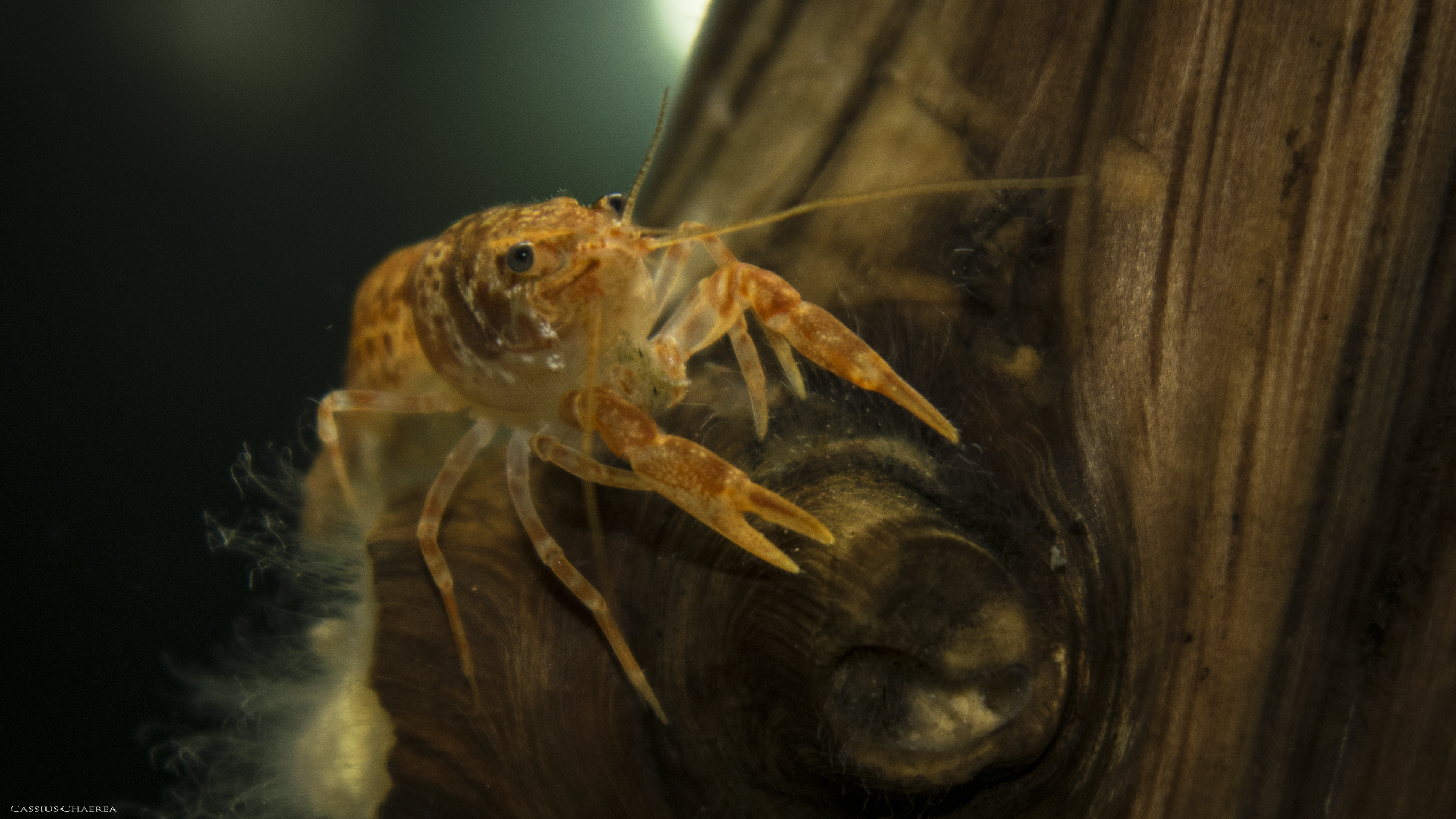
Oranžová mutace raka mexického

## Popis
Jedná se o jednoho z menších druhů raků. Dorůstá délky 4–5 centimetrů. Většina exemplářů nalezených v přírodě je hnědá, někdy šedá až do modrých odstínů. V akvaristice je populární Cambarellus patzcuarensis varianta „orange“, jedná se o oranžově zbarvenou mutaci raka, která se v přírodě vyskytuje jen zřídka.

### Vnější stavba
Tělo raka se skládá ze srostlé hlavohrudi a článkovaného zadečku, který je zakončen ocasní ploutvičkou. Na hlavohrudi se nachází ústní otvor, smyslové orgány a článkované kráčivé končetiny (pereopody neboli pereiopody), kterých má rak 5 párů. Dlouhá tykadla (antény) slouží jako hmatový orgán a u báze je porůstají brvy (vlásky) obsahující čichové buňky. Krátká tykadla (antenuly) mají u báze uložen orgán rovnováhy (statocysta) neboli polohorovnovážný orgán, v němž jsou drobné částice sedimentu zvané statolity. Když se rak převrátí, statolity mění polohu, narážejí do obrvené výstelky a informace o poloze jsou přenášeny nervy do nadjícnové nervové uzliny suplující funkci mozku. Složené (fasetové) oči jsou neseny na pohyblivých stopkách.

### Rozdíl v pohlaví
Samci mají viditelné pohlavní orgány za posledním pátým párem končetin. Samice má dva malé pohlavní otvory u třetího páru končetin. Samci se také odlišují velikostí klepet, která jsou masivnější. Zatímco samice mají širší zakončení zadečku.

### Vnitřní stavba
Pohybuje se díky svalům přichyceným na vnitřní straně krunýře. Dýchá pomocí žaber. Jeho cévní soustava je otevřená. Důležitým prvkem cévní soustavy je vakovité srdce. Srdce nasává tekutinu ze všech částí těla a vypuzuje ji krátkou cévou dopředu. Z cévy se tělní tekutina vylévá a dostává se ke všem buňkám. Na jiných místech se tekutina nasává do jiných cév a vrací se zpátky do srdce. Má žebříčkovitou nervovou soustavu. Jeho vývin je přímý.

## Chov v akváriu
- Chov živočicha: Nenáročný, vhodný do samostatných malých akvárií, nebo i do společnosti malých rybek. Při dostatku potravy si rybek ani kytek nevšímá.[2]
- Teplota vody: 15–24°C[2]
- Kyselost vody: 6–8pH[2]
- Tvrdost vody: 8–10°dGH[2]
- Krmení: Jedná se o všežravého raka, preferuje živou potravu bohatou na bílkoviny a vápník. Stráví i tablety pro ryby žijící na dně.[2]
- Rozmnožování: Samičky snášejí 20–50 vajíček i několikrát do roka, která nosí na spodní straně zadečku.[2]